# Spurilla
Spurilla Bergh, 1864 è un genere di molluschi nudibranchi della famiglia Aeolidiidae.

## Tassonomia
Comprende le seguenti specie:
- Spurilla braziliana MacFarland, 1909
- Spurilla croisicensis (Labbé, 1923)
- Spurilla dupontae Carmona, Lei, Pola, Gosliner, Valdés & Cervera, 2014
- Spurilla neapolitana (Delle Chiaje, 1823)
- Spurilla sargassicola Bergh, 1871